# Station Bielsko-Biała Aleksandrowice
Station Bielsko-Biała Aleksandrowice is een spoorwegstation in de Poolse plaats Bielsko-Biała.